# Rivière des Frères
Rivière des Frères är ett vattendrag i Kanada.   Det ligger i provinsen Québec, i den sydöstra delen av landet, 240 km öster om huvudstaden Ottawa.
Trakten runt Rivière des Frères består till största delen av jordbruksmark. Runt Rivière des Frères är det glesbefolkat, med 11 invånare per kvadratkilometer.